# Futsal-Weltmeisterschaft 2008
Die 6. FIFA Futsal-Weltmeisterschaft 2008 wurde vom 30. September bis 19. Oktober 2008 in Brasilien ausgetragen. Erstmals nahmen 20 Mannschaften an dem Futsal-Turnier teil. Die Eröffnungszeremonie fand in Brasília statt, das Finale in Rio de Janeiro. Die gastgebende Mannschaft Brasilien gewann durch einen 4:3-Erfolg im Siebenmeterschießen gegen Spanien ihren vierten Titel.

## Gastgeber und Austragungsorte
Brasilien trug erstmals eine Futsal-Weltmeisterschaft aus, seitdem diese offiziell von der FIFA organisiert wird. Als Austragungsorte dienten die Hauptstadt Brasília und Rio de Janeiro. 
- In Brasília wurden die Partien im Ginásio Nilson Nelson ausgetragen. Die 1973 eröffnete Halle bietet 11.200 Zuschauern Platz. Die Spielstätte diente zur Austragung von 20 Vorrunden- und sechs Zwischenrundenpartien.[1]
- In Rio de Janeiro diente das Ginásio Gilberto Cardoso als Austragungsort. Bis zu 12.600 Zuschauer konnten in der 1954 eröffneten und 2007 umgebauten Multifunktionsarena die Spiele verfolgen. Neben 20 Vorrunden- und sechs Zwischenrundenpartien wurden in der Arena auch die Halbfinal- und Finalspiele ausgetragen. Die häufig auch als Maracanãzinho bezeichnete Arena befindet sich in unmittelbarer Nähe zum Maracanã-Stadion.[2]

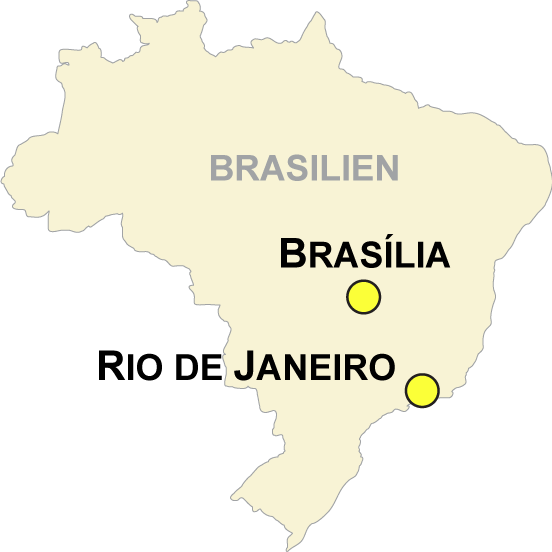
Austragungsorte der WM 2008

| Brasília              | Rio de Janeiro           |
| --------------------- | ------------------------ |
| Ginásio Nilson Nelson | Ginásio Gilberto Cardoso |
| Kapazität: 11.200     | Kapazität: 12.600        |
|                       |                          |

## Teilnehmer
Das Teilnehmerfeld wurde von 16 auf 20 Mannschaften aufgestockt. Für die Salomonen und Libyen war es die erste Endrundenteilnahme. Gastgeber Brasilien war als einzige Mannschaft automatisch qualifiziert. Außer in Europa wurde als Qualifikationsturnier jeweils die Kontinentalmeisterschaft genutzt. 
Die europäische Qualifikation wurde zunächst in zehn Gruppen (acht mit vier Teams, zwei mit drei Teams) unterteilt, von denen sich die Gruppensieger und die beiden besten Gruppenzweiten für die Play-off-Spiele qualifizierten. Dort wurden dann in Hin- und Rückspielen die sechs WM-Teilnehmer ausgespielt. Überraschungen blieben größtenteils aus, lediglich der vierfache WM-Teilnehmer Niederlande scheiterte bereits in der Gruppenphase und belegte dort nur Rang 3 hinter Bosnien-Herzegowina und Litauen.
In Südamerika wurden die Endrundenteilnehmer während der Copa América de Futsal 2008 ermittelt. Da Brasilien als bereits qualifiziertes Team das Turnier gewann, qualifizierten sich neben Uruguay und Argentinien auch die Viertplatzierten Paraguayer für die Endrunde.
In Asien diente die Futsal-Asienmeisterschaft 2008 als Qualifikationsturnier. Bei der in Thailand ausgerichteten Endrunde gewann der Iran seinen 9. Asienmeistertitel und qualifizierte sich zum fünften Mal in Folge für die Endrunde. Zudem lösten auch Gastgeber Thailand sowie Japan und China das Endrundenticket. Australien, das bis 2006 in der Ozeanienzone spielte, verpasste mit dem Viertelfinalaus erstmals die Endrundenteilnahme.
Bei der CONCACAF Futsal-Meisterschaft 2008 wurden die drei WM-Teilnehmer der nord- und mittelamerikanischen Zone bestimmt. Das Turnier gewann Guatemala durch einen Finalerfolg über Kuba. Den letzten Platz sicherte sich die USA durch einen 7:1-Erfolg über Panama im Spiel um Platz 3.
Aus Afrika waren erstmals zwei Nationen startberechtigt. Bei der Ende März 2008 ausgerichteten Futsal-Afrikameisterschaft 2008 behauptete sich Libyen im Finale gegen den bisherigen Seriensieger Ägypten im Sechsmeterschießen. 
Aus Ozeanien bewarben sich sieben Teams um den Endrundenplatz, erstmals fehlte der bisherige Seriensieger Australien wegen des Wechsels in die Asienzone. Im Rahmen der OFC Futsal Championship 2008 auf Fidschi entwickelte sich ein Dreikampf zwischen den Salomonen, Vanuatu und Tahiti. Erstere setzten sich knapp durch und vertraten erstmals Ozeanien bei einer Futsal-WM.

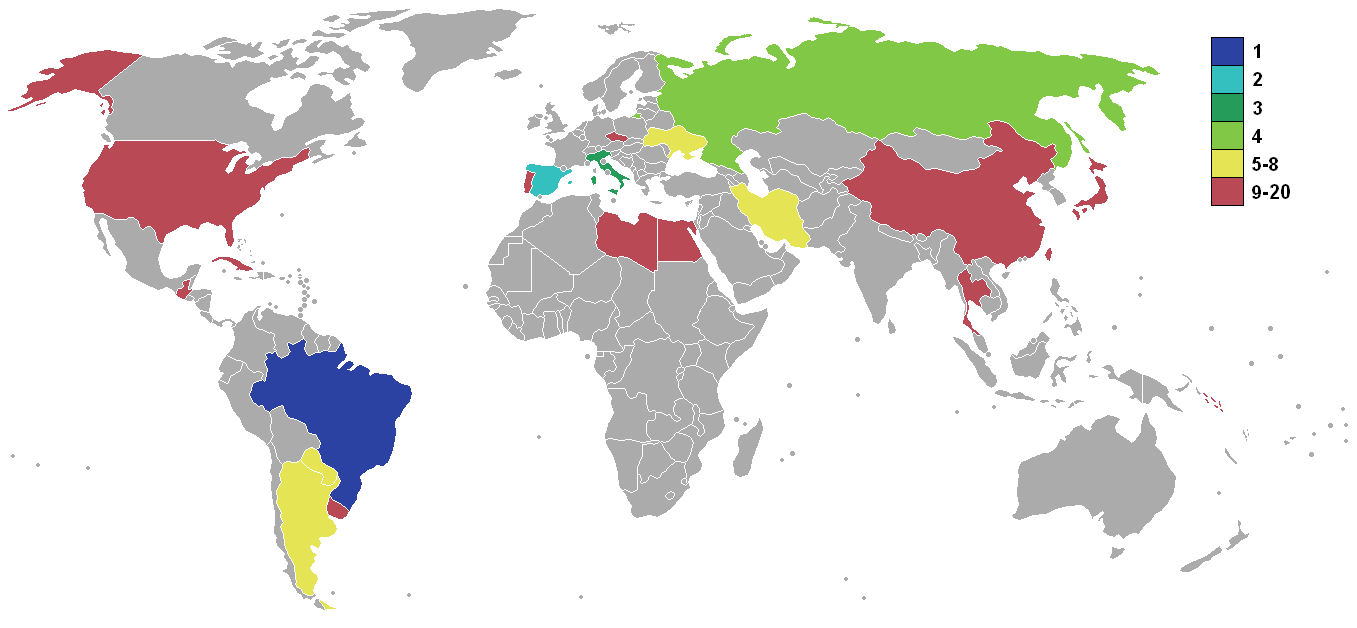
Platzierungen der Teilnehmer

| 6 aus Europa                  | Italien             | Portugal  | Russland | Spanien  |
|                               | Tschechien          | Ukraine   |          |          |
| 4 aus Südamerika              | Argentinien         | Brasilien | Paraguay | Uruguay  |
| 4 aus Asien                   | Volksrepublik China | Iran      | Japan    | Thailand |
| 3 aus Nord- und Mittelamerika | Guatemala           | Kuba      | USA      |          |
| 2 aus Afrika                  | Ägypten             | Libyen    |          |          |
| 1 aus Ozeanien                | Salomonen           |           |          |          |

## Modus
Trotz der Aufstockung der Mannschaftsanzahl von 16 auf 20 blieb der Modus fast gleich. Die 20 Mannschaften spielten zunächst in vier Vorrundengruppen mit je fünf Mannschaften. Innerhalb jeder Gruppe spielt jede Mannschaft gegen jede andere Mannschaft einmal. Die beiden Gruppenbesten jeder Gruppe qualifizieren sich für die zweite Gruppenphase, in der die acht Mannschaften erneut in zwei Vierergruppen (je zwei Vorrundensieger und zwei Vorrundenzweite pro Gruppe) verteilt wurden und nochmals gegen jede Mannschaft ein Spiel austrugen. Die beiden Besten jeder Gruppe qualifizierten sich für das Halbfinale, das im K.-o.-System stattfindet. Bei Punktegleichstand während der ersten Gruppenphase entscheidet der direkte Vergleich, in der zweiten Gruppenphase die Tordifferenz über die Platzierung.

## Vorrunde
Die Auslosung der Gruppen fand am 10. Juli 2008 in der brasilianischen Hauptstadt Brasília im Centro de Convenções Ulisses Guimarães statt.

### Gruppe A
| Di, 30. September 2008, 10:30 Uhr & 12:30 Uhr |   |           |             |
| Brasilien                                     | – | Japan     | 12:1 (3:1)  |
| Kuba                                          | – | Salomonen | 10:2 (5:1)  |
| Do, 2. Oktober 2008, 10:30 Uhr & 12:30 Uhr    |   |           |             |
| Salomonen                                     | – | Brasilien | 0:21 (0:8)  |
| Russland                                      | – | Kuba      | 10:5 (5:2)  |
| Sa, 4. Oktober 2008, 10:30 Uhr & 12:30 Uhr    |   |           |             |
| Brasilien                                     | – | Russland  | 7:0 (4:0)   |
| Japan                                         | – | Salomonen | 7:2 (3:2)   |
| Mo, 6. Oktober 2008, 10:30 Uhr & 12:30 Uhr    |   |           |             |
| Japan                                         | – | Kuba      | 4:1 (0:1)   |
| Russland                                      | – | Salomonen | 31:2 (20:0) |
| Mi, 8. Oktober 2008, 10:30 Uhr                |   |           |             |
| Brasilien                                     | – | Kuba      | 9:0 (5:0)   |
| Russland                                      | – | Japan     | 9:1 (3:0)   |

### Gruppe B
| Di, 30. September 2008, 10:30 Uhr & 12:30 Uhr |   |          |           |
| Italien                                       | – | Thailand | 1:0 (1:0) |
| Paraguay                                      | – | USA      | 5:0 (3:0) |
| Do, 2. Oktober 2008, 10:30 Uhr & 12:30 Uhr    |   |          |           |
| Portugal                                      | – | Paraguay | 3:2 (1:1) |
| USA                                           | – | Italien  | 1:6 (1:2) |
| Sa, 4. Oktober 2008, 10:30 Uhr & 12:30 Uhr    |   |          |           |
| Thailand                                      | – | USA      | 5:3 (2:1) |
| Italien                                       | – | Portugal | 3:1 (1:0) |
| Mo, 6. Oktober 2008, 10:30 Uhr & 12:30 Uhr    |   |          |           |
| Portugal                                      | – | USA      | 8:1 (2:0) |
| Thailand                                      | – | Paraguay | 0:8 (0:3) |
| Mi, 8. Oktober 2008, 12:30 Uhr                |   |          |           |
| Italien                                       | – | Paraguay | 2:4 (2:1) |
| Portugal                                      | – | Thailand | 3:2 (1:1) |

### Gruppe C
| Mi, 1. Oktober 2008, 10:30 Uhr & 12:30 Uhr |   |             |            |
| Guatemala                                  | – | Ägypten     | 1:0 (0:0)  |
| Argentinien                                | – | China       | 5:0 (3:0)  |
| Fr, 3. Oktober 2008, 10:30 Uhr & 12:30 Uhr |   |             |            |
| Ägypten                                    | – | Argentinien | 2:4 (1:1)  |
| Ukraine                                    | – | Guatemala   | 6:2 (1:0)  |
| So, 5. Oktober 2008, 10:30 Uhr & 12:30 Uhr |   |             |            |
| China                                      | – | Ägypten     | 2:6 (0:3)  |
| Argentinien                                | – | Ukraine     | 2:2 (0:0)  |
| Di, 7. Oktober 2008, 10:30 Uhr & 12:30 Uhr |   |             |            |
| China                                      | – | Guatemala   | 1:10 (0:7) |
| Ukraine                                    | – | Ägypten     | 5:1 (2:0)  |
| Do, 9. Oktober 2008, 12:30 Uhr             |   |             |            |
| Argentinien                                | – | Guatemala   | 2:1 (1:0)  |
| Ukraine                                    | – | China       | 4:2 (1:1)  |

### Gruppe D
| Mi, 1. Oktober 2008, 10:30 Uhr & 12:30 Uhr |   |            |           |
| Spanien                                    | – | Iran       | 3:3 (0:3) |
| Uruguay                                    | – | Libyen     | 3:3 (1:0) |
| Fr, 3. Oktober 2008, 10:30 Uhr & 12:30 Uhr |   |            |           |
| Libyen                                     | – | Spanien    | 0:3 (0:2) |
| Tschechien                                 | – | Uruguay    | 4:1 (1:1) |
| So, 5. Oktober 2008, 10:30 Uhr & 12:30 Uhr |   |            |           |
| Spanien                                    | – | Tschechien | 4:0 (1:0) |
| Iran                                       | – | Libyen     | 4:2 (3:1) |
| Di, 7. Oktober 2008, 10:30 Uhr & 12:30 Uhr |   |            |           |
| Tschechien                                 | – | Libyen     | 4:2 (2:1) |
| Iran                                       | – | Uruguay    | 4:2 (2:1) |
| Do, 9. Oktober 2008, 10:30 Uhr             |   |            |           |
| Spanien                                    | – | Uruguay    | 3:0 (1:0) |
| Tschechien                                 | – | Iran       | 2:3 (0:1) |

## Zwischenrunde

### Gruppe E
| Sa, 11. Oktober 2008, 10:30 Uhr & 12:30 Uhr |   |           |           |
| Brasilien                                   | – | Iran      | 1:0 (1:0) |
| Ukraine                                     | – | Italien   | 0:4 (0:0) |
| So, 12. Oktober 2008, 10:30 Uhr & 12:30 Uhr |   |           |           |
| Italien                                     | – | Brasilien | 0:3 (0:2) |
| Ukraine                                     | – | Iran      | 4:5 (3:5) |
| Di, 14. Oktober 2008, 10:30 Uhr             |   |           |           |
| Brasilien                                   | – | Ukraine   | 5:3 (4:2) |
| Iran                                        | – | Italien   | 5:5 (2:3) |

### Gruppe F
| Sa, 11. Oktober 2008, 10:30 Uhr & 12:30 Uhr |   |             |           |
| Paraguay                                    | – | Argentinien | 3:3 (2:1) |
| Spanien                                     | – | Russland    | 5:2 (1:1) |
| So, 12. Oktober 2008, 10:30 Uhr & 12:30 Uhr |   |             |           |
| Spanien                                     | – | Argentinien | 2:1 (1:1) |
| Russland                                    | – | Paraguay    | 5:4 (2:1) |
| Di, 14. Oktober 2008, 12:30 Uhr             |   |             |           |
| Argentinien                                 | – | Russland    | 2:2 (1:1) |
| Paraguay                                    | – | Spanien     | 1:4 (0:1) |

## Finalrunde

### Halbfinale
| 16. Oktober 2008 | Rio de Janeiro | Russland | – | Brasilien |  | 2:4 (1:3)            |
| 16. Oktober 2008 | Rio de Janeiro | Spanien  | – | Italien   |  | 3:2 n. V. (1:1, 1:0) |

### Spiel um Platz 3
| 18. Oktober 2008 | Rio de Janeiro | Russland | – | Italien |  | 1:2 (0:1) |

### Finale
| 19. Oktober 2008 | Rio de Janeiro | Brasilien | – | Spanien |  | 2:2 n. V. (2:2, 0:0), 4:3 i.S. |

## Beste Torschützen
| Rang | Spieler                | Tore |
| ---- | ---------------------- | ---- |
| 1    | Pula                   | 16   |
| 2    | Falcão                 | 15   |
| 3    | Lenísio                | 11   |
| 4    | Damir Khamadiew        | 10   |
|      | Schuhmacher            | 10   |
| 6    | Vladislav Shayakhmetov | 9    |
| 7    | Cirilo                 | 8    |
|      | René Villalba          | 8    |
|      | Fabio Alcaraz          | 8    |
| 10   | Dmitri Prudnikov       | 7    |
|      | Fernandão              | 7    |
|      | Fernando Grana         | 7    |

## Auszeichnungen
Der Goldene Ball für den wertvollsten Spieler des Turniers ging an den Brasilianer Falcão. Seine Teamkollegen Schuhmacher und Tiago erhielten den Silbernen bzw. Brozenen Ball. Den Goldenen Schuh für den besten Torschützen erhielt der Russe Pula vor den Brasilianern Falcão und Lenísio. Der erstmals vergebene Goldene Handschuh ging ebenfalls an den Brasilianer Tiago. Den Fair-Play-Preis erhielt die Mannschaft aus Spanien.
| FIFA All-Star-Team                                 | Reserve                                                        |
| -------------------------------------------------- | -------------------------------------------------------------- |
| Tiago (Tor) Falcão Kike Schuhmacher Vahid Shamsaee | Mostafa Nazari (Tor) Grana Lenísio Pula Vladislav Shayakhmetov |